# Breu història d'una família
Breu història d'una família (en xinès 家庭简史) és una pel·lícula de thriller de misteri del 2024 escrita i dirigida per Lin Jianjie en el seu debut com a director. La pel·lícula, protagonitzada per Zu Feng, Guo Keyu, Sun Xilun i Lin Muran, representa una família xinesa de classe mitjana-alta en l'era posterior a la política del fill únic, que acull el misteriós nou amic del seu fill únic, provocant que apareguin tensions familiars enterrades a mesura que afloren secrets i sentiments.
Va ser fruit d'una coproducció internacional, i va ser seleccionada a la secció Panorama del 74è Festival Internacional de Cinema de Berlín i es va projectar el 17 de febrer de 2024 per a la seva estrena europea.

## Sinopsi
Wei, un jove extravertit i l'únic fill d'una pròspera família xinesa, comparteix un vincle inesperat amb Shuo, el seu company de classe tranquil i observador, després d'un incident a la seva escola secundària. Aquesta misteriosa connexió els apropa, entrellaçant les seves vides. Presenta Shuo als seus pares, el pare és un biòleg cel·lular i la mare una antiga assistent de vol.
Intrigats per l'enigmàtic encant de Shuo, els pares de Wei l'encoratgen a passar més temps amb la seva família. A mesura que Shuo s'integra cada cop més a les seves vides, descobreix capes amagades sota la seva existència aparentment còmoda. Tanmateix, un esdeveniment tràgic trenca aquest fràgil equilibri, revelant velles ferides i pors actuals. La façana de la família comença a trencar-se i surten a la llum les veritables complexitats de les seves relacions.

## Actors
- Zu Feng com el pare de Wei
- Guo Keyu com a mare de Wei
- Sun Xilun com a Yan Shuo
- Lin Muran com Tu Wei

## Producció
A la fase de producció, el projecte es va presentar a l'esdeveniment del sector European Work in Progress, en el marc del Film Festival de Colònia 2022, on va guanyar el premi mm filmpresse per valor de 7.500 € per a les relacions públiques del festival internacional. La pel·lícula realitzada amb un pressupost d'un milió i mig de dòlars va ser finançada pel Doha Film Institute de Qatar, Torino Lab i Films du Milieu. Va ser rodada a Chengdu, Hangzhou i Pequín.

## Distribució
Breu història d'una família es va estrenar a la World Cinema Dramatic Competition al Festival de Cinema de Sundance 2024 el 19 de gener de 2024.
Es va estrenar a Europa el 17 de febrer de 2024, en el marc del 74è Festival Internacional de Cinema de Berlín, a la sessió Panorama.
La distribuïdora Films Boutique ha adquirit els drets de venda de la pel·lícula.
La pel·lícula va ser presentada a la secció Features del 71è Festival de Cinema de Sydney el 7 de juny de 2024.
La pel·lícula també es va projectar a 'Horizons' al 58è Festival Internacional de Cinema de Karlovy Vary el 28 de juny de 2024.
La pel·lícula es va presentar a 'China on the move' al 23è Festival de cinema asiàtic de Nova York el 20 de juliol de 2024. Es va projectar a 'Panorama' al Festival Internacional de Cinema de Vancouver de 2024 el 26 de setembre de 2024. També va arribar al Punt de Trobada del 69è Festival Internacional de Cinema de Valladolid i es va projectar el 25 d'octubre. Va competir el 2024 al Festival Internacional de Cinema d'Estocolm i es va projectar el 9 de novembre de 2024.
La pel·lícula va ser seleccionada a la secció Fireground-Primer pla del 35è Festival Internacional de Cinema de Singapur i s'hi va projectar el 30 de novembre de 2024.

## Recepció

### Resposta crítica
Al lloc web de l'agregador de ressenyes Rotten Tomatoes, la pel·lícula té una puntuació d'aprovació del 93% basada en 29 ressenyes, amb una valoració mitjana de 7,4/10. A Metacritic, té una puntuació mitjana ponderada de 80 sobre 100 basada en 10 ressenyes, la qual cosa indica "crítiques generalment favorables".
Elena Lazic, de Cineuropa, en una ressenya de la pel·lícula al Festival de Cinema de Sundance, va elogiar l'escriptura del director: "El primer llargmetratge del director xinès Lin Jianjie, crea amb habilitat el suspens i una intensitat fascinant i morbosa, mostrant amb detall i com de fàcil pot ser deixar que les demandes socials d'excel·lència amenacen fins i tot els vincles més sagrats". Concloent la seva ressenya, Lazic va escriure: "Un debut assegurat que mostra un control fantàstic de l'artesania i una comprensió notablement matisada de la psicologia humana, la pel·lícula s'atreveix a exposar la greu tensió que les expectatives socials i econòmiques posen a una estructura que abans havia de ser un refugi d'amor i suport."
James Mottram, del South China Morning Post, va valorar la pel·lícula amb un 3,5/5 i va escriure: "Hi ha moments d'autèntica subtilesa cosits a la trama del film. Les actuacions també són subtils amb raó, amb Lin també capturant amb intel·ligència els brillants telons urbans: tot té una brillantor freda i impersonal." Mottram va comparar la pel·lícula amb la pel·lícula de thriller psicològic de comèdia negra del 2023 de l'actriu i directora britànica Emerald Fennell, Saltburn, que, per cert, també "presenta un intrús que penetra als confins d'una família acomodada". Al final, Mottram va escriure: "Breu història d'una família és una pel·lícula que deixa als espectadors una sensació inquietant a mesura que passen els crèdits finals."
Carlos Aguilar, en una ressenya al Festival de Cinema de Sundance per a Variety, va escriure: "Elevat per la seva inventiva visual constant... com més a prop observem, més es revela com una història de compliment de desitjos per a tots els implicats."
John Berra, de ScreenDaily, va escriure una crítica positiva que la pel·lícula té "una qualitat esquiva i un to únic inquietant". Berra va opinar que "l'ambigüitat es manté a través d'un quartet d'actuacions finament modulats que estan en sincronia amb els elements tècnics de la pel·lícula". Conclou que la pel·lícula "no és tant una crítica de la classe mitjana de la Xina com les condicions que han donat forma a la seva evolució".
El 19 de març de 2025, la crítica Leslie Felperin a The Guardian va qualificar la pel·lícula de "drama d'exquisida construcció", elogiant també "la cinematografia escultòrica de Zhang Jiahao i la paleta escassa de la partitura del compositor Toke Brorson Odin", afirmant que només per aquest fet val la pena veure'l en una petita pantalla, no només a casa.

### Premis
| Premi                                       | Data                   | Categoria | Destinatari | Resultat      | Ref. |
| ------------------------------------------- | ---------------------- | --- | --- | ------------- | ---- |
| Festival de cinema de Sundance              | 26 de gener de 2024    | Gran Premi del Jurat – World Cinema Dramatic                                                                      | Breu història d'una família\| style="background:#ffbbbb; color: black; text-align: center; vertical-align: middle;" class="table-no2"\| Nominat | [ 23 ]        |      |
| Festival Internacional de Cinema de Berlín  | 25 de febrer de 2024   | Premi del Públic Panorama a la millor pel·lícula                                                                  | Lin Jianjie\| style="background:#ffbbbb; color: black; text-align: center; vertical-align: middle;" class="table-no2"\| Nominat                 | [ 7 ]         |      |
| Festival Internacional de Cinema de Miskolc | 14 de setembre de 2024 | Premi Emeric Pressburger                                                                                          | style="background:#ffbbbb; color: black; text-align: center; vertical-align: middle;" class="table-no2"\| Nominat                               | [ 24 ]        |      |
| Imatge de càmera                            | 23 de novembre de 2024 | Concurs de debut de director                                                                                      | Jiahao Zhang\| style="background:#ffbbbb; color: black; text-align: center; vertical-align: middle;" class="table-no2"\| Nominat                | [ 25 ] [ 26 ] |      |
| Imatge de càmera                            | 23 de novembre de 2024 | style="background:#ffbbbb; color: black; text-align: center; vertical-align: middle;" class="table-no2"\| Nominat | Jiahao Zhang\| style="background:#ffbbbb; color: black; text-align: center; vertical-align: middle;" class="table-no2"\| Nominat                | [ 25 ] [ 26 ] |      |